# Православна църква на Украйна
Православна църква на Украйна (съкр. ПЦУ; на украински: Православна церква України) или Светата църква на Украйна; юридическо име – Киевска митрополия на Украинската православна църква (Православна църква на Украйна), на украински: Київська митрополія Української православної церкви (Православної церкви України) е автокефална поместна православна църква на територията на Украйна. Провъзгласена на 15 декември 2018 г. на Обединителния събор в Киев.. Така ПЦУ начело с митрополит Епифаний Киевски изпада  в разкол и се отделя от Московската патриаршия и от каноничната Украинска православна църква (УПЦ) начело с митрополит Онуфрий Киевски.
Получава статут на автокефална църква през януари 2019 г. от Константинополската патриаршия, която ѝ предоставя томос и я включва в своя диптих.
Създаването и статутът на църквата предизвика конфликт между Константинополската и Московската патриаршии. Московската патриаршия и Украинската православна църква в нея прекъсват евхаристийното общение с Константинополската патриаршия, без да признават нейните действия.
На 24 май 2023 г. Съборът на епископите решава пълния преход към ревизирания юлиански календар и че този преход ще се извърши на 1 септември 2023 г. Беше решено също така да се свика Поместният събор на 27 юли 2023 г., който окончателно ще одобри прехода към Ревизирания Юлиански календар.

## Киевска митрополия
През 988 г. в резултат на християнизацията на Киевска Рус от св. Владимир I се формира първата християнска църква с център в град Киев под името Киевска митрополия на Вселенската патриаршия на Константинопол. След Брестския съюз през 1596 г. в украинското християнство има разцепление, разделено на православни и католици.
През 1685 г. Московската патриаршия започва анексирането на Киевската митрополия към Вселенската патриаршия, ръкополагайки Киевския митрополит Гедеон в Московия. През 1686 г. чрез симония Вселенският патриарх Дионисий IV (по-късно анатема) издава Синодално писмо, даващо правото да ръкополага Киевския митрополит на Московския патриарх по начина на строги икономии, избран от събора на духовенството и вярващите от неговата епархия. Задължително е Киевският митрополит да посочи Вселенския патриарх на Константинопол като свой Първоиерарх във всяка служба, провъзгласявайки и потвърждавайки своята канонична зависимост от Църквата-майка в Константинопол, но нито едно от тези условия не е изпълнено. Киевската митрополия всъщност се превръща в една от обикновените епархии на Московската патриаршия, когато Петър Велики през 1722 г. избира Варлаам (Вонятович) в ранг архиепископ, а не митрополит. Светият Синод на Вселенската патриаршия в процеса на предоставяне на автокефалия на Украинската църква по време на заседанието си на 11 октомври 2018 г. отмени Синодалното писмо от 1686 г. поради симония и грубото ѝ нарушение.

## Създаване
На 11 октомври 2018 г. Светият синод на Константинополската патриаршия обявява отмяната на решението за подчинение на Киевската митрополия към Московската патриаршия, възстановява в йерархичен и свещенически чин и връща към общение с Църквата примасите на следните неканонични православни църкви: Украинската православна църква на Киевската патриаршия и Украинската автокефална православна църква, както и техните последователи. На 29 ноември 2018 г. Константинополската патриаршия обявява, че е съставен проект за Устав на Украинската църква.
Официалното създаване на църквата се състои на 15 декември 2018 г. по време на Обединителния събор, на който присъстват духовници от бившите Украинска православна църква на Киевската патриаршия и Украинска автокефална православна църква (разформировани преди началото на събора), както и двама бивши йерарси на Украинската православна църква (Московска патриаршия). Обединителният събор и създаването на Православната църква на Украйна, съгласно комюникето на Вселенската патриаршия, са признати на 15 декември 2018 г.
Според приетия устав църквата се оглавява от примас с титлата „Митрополит на Киев и на цяла Украйна“. От 15 декември 2018 г. на тази длъжност е митрополит Епифаний Киевски, бившият митрополит Переяславски и Белоцерковски на Украинската православна църква (Киевска патриаршия).
На 5 януари 2019 г. Константинополският патриарх Вартоломей подписва свидетелство за автокефалия на Православната църква на Украйна (томос) в катедралата „Свети Георги“ във Фанар, Истанбул. Официалното предаване на томоса на предстоятеля, митрополит Епифаний, се състои на 6 януари 2019 г.
На интронизацията на митрополит Епифаний, което се провежда на 3 февруари 2019 г. в катедралата „Света София“ в Киев, присъстват президентът на Украйна Петро Порошенко, представители на правителството и чуждестранни делегации. На интронизацията присъстват йерарсите на Константинополската патриаршия, митрополит Галски Емануел Адамакис (ръководител на делегацията); митрополит Адрианополски Амфилохий (Стергиу); председателят на Ставропигията на Константинополската патриаршия в Киев, архимандрит Михаил Анишченко; представители на канадската и американската диаспора на Украинската православна църква (Константинополска патриаршия). Други поместни православни църкви не изпращат свои представители на церемонията.

## Каноничен и правен статус

### Канонични основи
Новосформираната православна църква се ръководи от Свещеното писание и Светото предание, както и от устава, съставен в Константинополската патриаршия. Православните украинци в диаспората, според устава, попадат под юрисдикцията на Константинополската православна църква.
Връчването на томоса се състои на 6 януари 2019 г. в „Свети Георги“ във Фанар (квартал на Истанбул), по време на съвместна [[литургия}] на Епифаний (Думенко) и патриарх Вартоломей.
След представянето на томоса за автокефалия, новосформираната църква официално е обявена за нова сестринска автокефална църква, заемайки 15-то място в диптиха на православните църкви (от гледна точка на Константинополската патриаршия).
На 30 януари 2019 г. религиозният административен център и централният изпълнително-разпоредителен орган на Православната църква на Украйна са регистрирани в Единния държавен регистър за юридически лица, физически лица-предприемачи и обществени сдружения на Украйна, под името Киевска митрополия на Украинската православна църква (Православна църква на Украйна).
В Крим
Според данни на Украинския хелзинкски комитет за правата на човека, през 2014 г. Кримската епархия на Украинската православна църква (Киевска патриаршия) е имала 46 енории (26 общности са имали постоянни помещения), три православни братства и мисии и един манастир. Според съобщенията на местните медии след анексирането на Крим от Русия, през 2014 г. Кримската епархия на Украинската православна църква (Киевска патриаршия) отказва да се регистрира по руското законодателство. В тази връзка местните власти конфискуват част от нейното имущество и към момента на формиране на Православната църква на Украйна, епархията е използвала само две църкви на територията на Крим – катедралния храм „Свети Равноапостоли Владимир и Олга“ в Симферопол и църквата „Въздвижение на Светия кръст“ в Евпатория.
През март 2019 г. Министерството на имуществените и поземлени отношения на Република Крим подава иск за арбитраж за предсрочно прекратяване на договора за наем на помещенията, в които се намира катедралата „Свети Равноапостоли Владимир и Олга“. В същото време министърът на имуществените и поземлени отношения на Република Крим Анна Анюхина заявява, че тези помещения „могат да бъдат предадени за безвъзмедно ползване на представители на Православната църква на Украйна, ако организацията официално се регистрира по руското законодателство“. През август 2017 г. руски служители изнасят от храма ценно имущество, а в средата на юни 2019 г. „като част от планиран ремонт на фасадата“ покривът му е демонтиран, след което катедралата е наводнена от дъждовете. На 28 юни Арбитражният съд на Република Крим разпорежда на Кримската епархия да предаде помещенията на църквата в полза на Министерството на имуществените и поземлени отношения на Република Крим.
В случая с църквата „Въздвижение на Светия кръст“, административният отдел за общински контрол на Евпатория издава заповед на представителите на Православната църква на Украйна да освободят имота и да демонтират сградата, или да оформят документите за недвижимия имот в съответствие с руското законодателство.

## Структура и управление
Пожизнен предстоятел на Православната църква на Украйна е митрополитът на Киев и на цяла Украйна. Той оглавява Светия синод, поместните и светите архиерейски събори. На Обединителния събор, проведен на 15 декември 2018 г., за глава на църквата е избран Епифаний (Думенко), митрополит Переяславски и Белоцерковски от Украинската православна църква (Киевска патриаршия). На 3 февруари 2019 г. той е интронизиран на църковния престол.
Най-висшата църковна власт в Православната църква на Украйна е събора на духовенството и миряните – Поместният събор. Той се свиква на всеки 5 години, или по изключение – от Киевския митрополит и Светия синод.
Светият архиерейски събор се състои от Киевския митрополит и всички епархийски епископи на Православната църква на Украйна и се свиква ежегодно или изключително от Киевския митрополит. Ако това действие е невъзможно от страна на примаса (което се определя от комисия, назначена от Светия синод), съборът се свиква от най-висшия епископ.
Годишният (постоянен) Свети синод на Православната църква на Украйна се състои от митрополита на Киев и на цяла Украйна и 12 епархийски епископи, които се назначават в съответствие със старшинството на епископската им хиротония. Половината от членовете на Синода се сменят на всеки шест месеца, но през преходния период негови постоянни членове също са трима бивши ръководители (или, при липса на такива – най-висшите представители на йерархичната хиротония) на църковни групи, обединени на Събора, създал Православната църква на Украйна.

### Епископи и епархии
Към декември 2020 г. Православната църква на Украйна се състои от 44 епархии в Украйна. Някои от нейните епархии и общности се намират извън Украйна, но според томоса за автокефалия на църквата „тя не може да назначава епископи или да създава енории извън държавата; тези, които вече съществуват, оттук нататък се подчиняват, според реда, на Вселенския престол, който има канонични правомощия в диаспората, тъй като юрисдикцията на тази Църква е ограничена до територията на Украинската държава“. По данни на митрополит Епифаний, изнесени през март 2019 г. в интервю за „Украинска правда“, по това време Православната църква на Украйна има 46 общности в Европа, 15 в Америка, в други региони на света – по 1 – 2 енории. Според неговите данни много енории в Европа самостоятелно са заявили желание да се подчинят на Вселенската патриаршия, но има общности, които не са изявили такова и с които се води диалог. В същото време по този въпрос няма натиск от страна на патриарх Вартоломей.
До декември 2020 г. епископатът на Православната църква на Украйна наброява 60 епископи, от които 47 са епархийски.

### Учебни заведения
Съгласно данните публикувани от Министерството на културата, младежта и спорта на Украйна в доклад за 2019 г., в състава на Православната църква на Украйна има 13 висши духовни учебни заведения, 14 средни и 1738 неделни училища. Но в доклада на Архиерейския събор от 15 декември 2020 г. митрополит Епифаний споменава 9 висши учебни заведения на Православната църква на Украйна и сътрудничество с Черновицкия национален университет „Юрий Федкович“.
Съгласно данните, публикувани на официалния сайт на Катедрата за духовно образование и богословски науки на Православната църква на Украйна, под нейното общо ръководство действат следните висши учебни учреждения:
- Киевска православна богословска академия;
- Лвовска православна богословска академия;
- Волинска православна богословска академия;
- Ужгородска богословска академия „Кирил и Методий“;
- Ивано-Франковска православна богословска академия;
- Богословско отделение на Киевската православна богословска академия към философско-теологичния факултет на Черновицкия национален университет;
- Ивано-Франковски богословски институт „Теодосий Манявски“;
- Ровненска духовна семинария;
- Днепровска духовна семинария;
- Лвовска духовна семинария.

### Главни храмове
Постоянно действащ катедрален храм на Православната църква на Украйна е Златовръхият манастир „Свети Архангел Михаил“.
Православната църква на Украйна е изразила желание да има за свой катедрален храм „Света София“, но, поради нейната стойност и статус, в нея не се извършват редовни служби, на които са се съгласили представителите на църквата и държавата. Служби в Света София се извършват от киевския митрополит само на големи христиански и украински празници. Постоянните богослужения се извършват в Трапезната църква на Софийския манастир (Малка София), там се пази и томоса за автокефалията на Православната църква на Украйна. Катедралата „Свети Владимир“ е мястото на извършване на богослужения на почетния патриарх на Православната църква на Украйна Филарет Киевски.
- „Свети Владимир“ – бившия катедрален храм на Киевската патриаршия. В днешно време – място за богослужения на почетния патриарх. Построен през XIX век.
- „Света София“ – историческият катедрален храм на киевските митрополити. В днешно време – място за празнични богослужения. Построен през XI век.
- Трапезната църква на „Света София“ (Малка София) – място за съхранение на томоса за автокефалия. Построена през XVIII век.

## Енории и енориаши

### Eнориаши
Съгласно социологическото проучване, проведено от Центъра за социални и маркетингови проучвания Социс, Киевския международен институт по социология и Центъра „Разумков“ от 16 до 29 януари 2019 г.:
- За православни се обявяват 70,7 % от украинците;
- От тях към Православната църква на Украйна се отнасят 43,9 %, към „просто православни“ – 38,4 %, към Украинската православна църква (Московска патриаршия) – 15,2 %.

Проучването е сред 11 000 души.
Според проучване на територията на цяла Украйна, проведено от Киевския международен институт по социология от 12 май до 18 май 2019 г. чрез телефонни интервюта с помощта на компютър, базирани на произволна извадка от номера:
- Към енориашите на Православната църква на Украйна се отнасят 48,8 % от отговорилите; 16,3 % – към „просто православни“; 14,2 % – към Украинската православна църква (Московска патриаршия);
- 54,2 % от отговорилите се отнасят позитивно към създаването на Православната църква на Украйна и предоставянето на томос, 31,2 % – неутрално, 10,9 % – негативно;
- Сред положително или неутрално отнасящите се към създаването ѝ, 64,5 % смятат, че условията, посочени в томоса, са достатъчни за развитието на независима украинска църква и не трябва да се отказват от него, 8,8% – че условията са неблагоприятни за Православната църква на Украйна и е необходимо томоса откаже и да се възстанови Украинската православна църква (Киевска патриаршия);
- Сред всички отговорили 36,5% одобряват избора на митрополит Епифаний за глава на Православната църква на Украйна, 15,5% вярват, че патриарх Филарет е трябвало да бъде глава на поместната църква;
- Като цяло, 39,6% от анкетираните отговорят положително на въпроса за отношението им към избора на Епифаний за ръководител на Православната църква на Украйна, 43% изразяват неутрално отношение, а 6,8% – отрицателно.

Проучването е сред 1200 души.
Според проучване, проведено от Центъра „Разумков“ от 17 януари до 21 януари 2020 г., поръчано от украинското онлайн издание Обозреватель:
- Към енориашите на Православната църква на Украйна се отнасят 34 % от отговорилите; 27,6 % – към „просто православни“; 13,8 % – към Украинската православна църква (Московска патриаршия);
- В централната (град Киев, Виницка, Житомирска, Киевска, Кировоградска, Полтавска, Сумска, Хмелницка, Черкаска и Черниговска област) и в западната част (Волинска, Закарпатска, Ивано-Франковска, Лвовска, Ровненска, Тернополска и Черновицка област) на Украйна преобладаващото изповедание (не само сред православните, а и като цяло) е Православната църква на Украйна (41,3 % и 42,2 %); на юг (Николаевска, Одеска и Херсонска област) и изток (Донецка, Днепропетровска, Запорожка, Луганска и Харковска област) преобладават православни, които не се отнасят към никоя църква (36,4 % и 48,9 %); сред определилите изповеданието си на юг преобладават поддръжниците на Украинската православна църква (Московска патриаршия) – 17,9 %, на изток – на Православната църква на Украйна – 19,1 %;

Сред всички анкетирани над 30-годишна възраст преобладават поддръжниците на Православната църква на Украйна; сред тези в групата от 18 до 29 години – „просто православни“ (31,3%), а сред определилите се от тях – мнозинството са привърженици на Православната църква на Украйна (30,6%). Проучването е сред 2000 души.
Според проучване, проведено от „Центъра за социален мониторинг“ и Украинския институт за социални изследвания „Александър Яременко“ от 24 до 28 януари 2020 г., 38,6% от украинците са се определили като енориаши на Православната църква на Украйна, а 20,7% като енориаши на Украинската православна църква (Московска патриаршия). Извадката е от 2003 анкетирани.
Изследванията са проведени във всички региони на Украйна, с изключение на Крим и неконтролираните части на Донецк и Луганск.
Според проучване, публикувано от Информационната агенция на Министерството на отбраната на Украйна на 7 януари 2021 г., 70% от военнослужещите-вярващи във Въоръжените сили на Украйна са се идентифицирали като енориаши на Православната църква на Украйна, 10% – на Украинската православна църква (Московска патриаршия), 7% – на Украинската гръкокатолическа църква, 4% – на Римокатолическата църква, 2 % са протестанти, 2 % – мюсюлмани, 5 % – привърженици на друга религия.

### Енории и прехвърлянето им от други юрисдикции
Според данни, публикувани от Министерството на културата, младежта и спорта на Украйна в доклад за 2019 г., Православната църква на Украйна на територията на Украйна се състои от 7097 организации, от които: 1 център, 51 управления, 6890 общности, 79 манастира, 16 братства, 33 мисии и 27 духовни образователни институции. Нейни членове са 4537 духовника и 234 монаха.
Според украинския аналитичен портал Слово і Діло, към 1 януари 2019 г. от 19 209 православни енории в Украйна 12 437 са част от Украинската православна църква (Московска патриаршия), 5363 – от Украинската православна църква (Киевска патриаршия), 1171 – от Украинската автокефална православна църква, 28 са в Харковско-Полтавската епархия на УАПЦ (обновена). На 17 декември 2018 г. от Украинската православна църква (Московска патриаршия) към Православната църква на Украйна преминава общността на виницката Преображенска катедрала.
На 17 януари 2019 г. Върховната Рада приема закон, установяващ процедурата за промяна на подчинението на религиозните организации. Според закона, решение за промяна на подчинението (включително прехвърлянето на енория под юрисдикцията на друга църква) може да бъде взето на общо събрание, при условие че за това гласуват поне две трети от членовете на общността. Енорията остава собственик на своя храм, а на онези, които не са съгласни с промяната на юрисдикцията, законът дава право да създадат нова общност и да се споразумеят за съвместно използване на храма. Според данните, предоставени от директора на департамента по религиозните въпроси към Министерството на културата на Украйна Андрей Юраш, към 22 февруари 2019 г. са документирани около 340 прехода на религиозни общности от Украинската православна църква (Московска патриаршия) към Православната църква на Украйна.
Според данните на Православната църква на Украйна, предоставени от митрополит Епифаний в края на юли 2019 г., за повече от шест месеца към нея са се присъединили над 500 енории на Украинската православна църква (Московска патриаршия). Както признава ръководителят на Православната църква на Украйна, по време на президентските и парламентарни избори процесът на преход от Украинската православна църква (Московска патриаршия) се е забавил. Според Епифаний, след края на пандемията от коронавирус, вероятно ще започне втора вълна на присъединяване към Православната църква на Украйна.
Според данни на Украинската православна църква (Московска патриаршия), изнесени през март 2019 г. от нейния предстоятел – митрополит Онуфрий Березовски, от 12 хиляди нейни общности, само 42 доброволно са се прехвърлели към Православната църква на Украйна (9 от тях без духовенството); други 55 прехода „се характеризират с разбиването на врати, побой на вярващите“; в 137 случая „териториалната общност“ гласува за преместване в нова църква против волята на „религиозната общност“. Главата на Украинската православна църква (Московска патриаршия) отъждествява информацията за прехвърлянето на 450 общности към Православната църква на Украйна като невярна.
Според портала Слово і Діло, към 5 февруари 2020 г. 539 енорийски църкви и 2 катедрали са се прехвърлили от Московската патриаршия към Православната църква на Украйна. Най-голям брой преходи през 2018 – 2019 г. са извършени във Волинска област – 121; в Херсонска, Луганска и Запорожка не е извършен нито един преход.
Общности от други деноминации също се прехвърлят към Православната църква на Украйна. Към края на февруари 2019 г. това правят две енории на Харковско-Полтавската епархия на Украинската автокефална православна църква (обновена), а в началото на март опит за прехвърляне прави и една общност на Украинската гръкокатолическа църква. През 2020 г. към Православната църква на Украйна се прехвърля без енория московският свещеник на бившата Украинска автокефална православна църква (обновена) Яков Кротов.
От 15 декември 2018 г. до 7 ноември 2022 г. 1153 религиозни общности и манастири са обявили преминаването си от УПЦ на Московската патриаршия към Православната църква на Украйна.

## Отношения с други православни църкви
| Църква            | Дата на признаване  |
| ----------------- | ------------------- |
| Константинополска | 6 януари 2019 г.    |
| Гръцка            | 12 октомври 2019 г. |
| Александрийска    | 8 ноември 2019 г.   |
| Кипърска          | 24 октомври 2020 г. |

Според официално обявената позиция на Православната църква на Украйна, до получаването на томоса за автокефалията, „Църквата в Украйна е имала общение с тези сред православните, които са искали общение с нея“, а след като го получава, тя „има и поддържа църковно-канонично общение с Вселенската патриаршия и само с тези Църкви, с които Вселенската патриаршия поддържа такова общение.“. Предстоятелят на Православната църква на Украйна, митрополит Епифаний, назовава активното противопоставяне на този процес от страна на Московската патриаршия като основна пречка пред признаването на неговата църква от страна на други църкви.
Константинополска (Вселенска патриаршия)
Вселенският патриарх Вартоломей I възпоменава митрополит Епифаний сред примасите на поместните православни църкви по време на литургия, проведена един ден след Обединителния събор.
На 6 януари 2019 г., преди връчването на томоса за автокефалията на Православната църква на Украйна, патриарх Вартоломей I и митрополит Епифаний провеждат съвместна служба на гръцки и украински език.
След подписването на томоса, Константинополският патриарх заявява, че Константинополската православна църква „винаги ще бъде на страната на православната църква на Украйна“.
Александрийска
Папата и патриарх на Александрия и цяла Африка Теодор II възпоменава митрополит Епифаний сред примасите на поместните православни църкви по време на литургия на 8 ноември 2019 г. в каирската църква „Светите Архангели“. В края на литургията той разяснява решението си на присъстващите.
Антиохийска
В началото на февруари 2019 г. в интервю за украинския вестник „Вести“, взето по време на честването на десетата годишнина от интронизацията на патриарх Кирил, патриарх Йоан X описва отношението си към църковната ситуация в Украйна по следния начин: „„Случилото се в Украйна във връзка с новата църква се нуждае от съборно решение на всички православни църкви. За да стане автокефална една църква, тя се нуждае от консенсус между православните църкви и това се постига чрез диалог. За съжаление това, което беше представено като създаване на православна църква, не беше обсъдено в православния свят. И това е много деликатен въпрос. В края на краищата ние се надяваме, че всички сме обединени в православния свят и сме уверени, че няма да има разкол.“.
Йерусалимска
Светият синод на Йерусалимската православна църква не прави официални изявления относно признаването на Православната църква на Украйна, но патриарх Теофил III многократно заявява, че го отхвърля.
Руска
На 28 декември 2018 г. Светият синод на Руската православна църква декларира „неканоничния характер на така наречения „Обединителен събор“, проведен в Киев на 15 декември 2018 г.“ и се обръща към предстоятелите и Светите синоди на поместните православни църкви с призив да подкрепят митрополит Онуфрий Березовски, както и „да не признават общността, създадена на така наречения „Обединителен събор“... като автокефална поместна православна църква.“.
От избирането му за предстоятел на Православната църква на Украйна и до получаването на томоса, митрополит Епифаний не възпоменава по време на литургии Патриарха на Москва и цяла Русия Кирил в числото на поместните православни църкви. От коледното богослужение на 7 януари 2019 г., митрополит Епифаний за пръв път започва да чества московския патриарх Кирил сред примасите на другите поместни православни църкви.
Сръбска
След заседанието на Архиерейския събор на Сръбската православна църква на 18 май 2019 г. е публикувано прессъобщение, в което съборът критикува „неуспешния опит на Константинополската патриаршия“ да разреши проблема с църковния разкол в Украйна без всеправославни консултации и диалог с Украинската православна църква (Московска патриаршия) и Руската православна църква като цяло, а също така потвърждава своето непризнаване на Православната църква на Украйна.
Румънска
След срещата на 21 февруари 2019 г. Светият синод на Румънската православна църква отбеляза, че въпросът за църковното единство в Украйна все още не е решен напълно поради приемането на томоса само от украински православни християни, които не са в общение с Московската патриаршия. Константинополският и московският патриарх са посъветвани да намерят компромисно решение, което да взима предвид интересите на духовенството и вярващите (включително правото на автокефалия) в тази страна или да прехвърли въпроса в Синаксиса на всички примаси на православни църкви. Румънската църква също заявява, че ще вземе предвид интересите на 127-те румънски православни общности в Северна Буковина, допринасяйки за запазването на тяхната етническа и езикова идентичност и развитието на духовните им връзки с Румънската патриаршия и очаква да получи писмени гаранции от украинските църковни и светски власти за организирането им в Румънски православен викариат.
Българска
Митрополит Старозагорски, Киприан Казанджиев, председател на Комисията по църковните въпроси в Украйна на Българската православна църква, обявява в края на януари 2019 г., че Светият синод на Българската православна църква все още не е взел никакво решение относно ситуацията в Украйна: „Във връзка с разпространението на информация в украински интернет сайтове, че БПЦ подкрепя автокефалията на Православната църква на Украйна, като председател на комисията, свързана с украинския въпрос, категорично заявявам, че Синодът на БПЦ не се е занимавал с въпроса за Украйна и няма решение на върховния орган на БПЦ по създадената каноничен казус.“. Той отбелязва, че проучването на документите по текущата ситуация продължава.
Грузинска
През декември 2018 г. Светият синод на Грузинската православна църква обявява намерението си да вземе решение относно украинската църква на следващото си заседание. Впоследствие, locum tenens на патриаршеския престол, митрополит Сенакски и Чхороцки Шио Муджири уточнява, че преди Грузинската православна църква да определи позицията си по въпроса, ще трябва да се запознае с текста на томоса – той обаче не може да каже кога точно ще се проведе обсъждането му.
Към юли 2019 г. автокефалията на Православната църква на Украйна е публично подкрепена от 9 грузински епископи, останалите 38-те членове на Светия синод, включително Шио Муджири, отказват да я подкрепят, докато не „проучат“ решението на Вселенския патриарх по този въпрос. През октомври 2019 г. Православната църква на Украйна е подкрепена от още двама архиереи.
Кипърска
На 18 февруари 2019 г. Светият синод на Кипърската църква, след като разглежда въпроса за автокефалията на църквата на Украйна, заявява, че Константинополската патриаршия е предоставил автокефалия на Православната църква на Украйна за да се преодолее разколът, но помирение не е постигнато. Изявлението критикува и двете страни на конфронтацията. На Константинополският патриарх е предложено (ако разколът не бъде преодолян) да внесе този въпрос на нов Всеправославен събор или в Синаксиса на примасите на поместните църкви, както и да обезпечи юрисдикцията на Руската църква в Украйна. На 24 октомври 2020 г. обаче архиепископ на Нова Юстиниана и на цял Кипър Хризосто́м II за първи път отбелязва на литургия предстоятеля на Православната църква на Украйна сред примасите на поместните православни църкви, а на 25 ноември Светият синод на Кипърската църква с мнозинство от гласовете решава да не възразява срещу това решение. Според изявлението на митрополит Никифор Кикотис, решението е прието с 10 гласа срещу 7.
Гръцка
Процесът на признаване на автокефалията на Православната църква на Украйна от Гръцката православна църква продължава от март, когато Постоянният синод на Гръцката църква упълномощава две синодални комисии да проучат въпроса за признаването на тази автокефалия, до октомври 2019 г., когато Архиерейският събор решава да ратифицира по-ранното решение на Постоянния синод и предложението на архиепископа на Атина и цяла Гърция Йероним II за признаване на Православната църква на Украйна, а именно да признае „каноничното право на Вселенската патриаршия за предоставяне на автокефалия, както и привилегията на предстоятеля на Гръцката църква да продължава да се занимава с въпроса за признаване на църквата на Украйна.“. Първият възпоменание на митрополит Епифаний се състои по време на литургията, отслужена съвместно от Вселенския патриарх Вартоломей и архиепископ Йероним II на 19 октомври 2019 г. в базиликата „Света Богородица Неръкотворна“ в Солун. Три дни по-късно архиепископът на Атина изпраща „мирна грамота“ до митрополит Епифаний, което е официалното признание на Православната църква на Украйна.
Полска
През април 2019 г. Архиерейският събор на Полската православна църква публикува изявление по „украинския въпрос“ (тази позиция впоследствие е потвърдена на заседание на 29 октомври 2019 г.), където посочва, че Полската православна църква „е била и остава за предоставяне на пълна независимост – автокефалия на православната църква в Украйна“ и в същото време „автокефалията на църквата в Украйна трябва да се основава на догматичните и канонични норми на цялата Църква, а не на група схизматици. Тези, които са се оттеглили от Църквата и в същото време са били лишени от свещеническото ръкополагане, не могат да представляват здрав църковен организъм. Това е неканоничен акт, който нарушава евхаристийното и междуправославното единство.“.
Албанска
На 7 март 2019 г. е публикувано писмо от Синода на Албанската православна църква до Константинополския патриарх от 14 януари 2019 г., в което ръкополаганията на свещеници на Православната църква на Украйна са обявени за недействителни, тъй като са извършени от отлъчения от църквата Филарет (Денисенко), а също така е отбелязано, че при създаването на автокефалната църква на Украйна е игнорирано мнението на най-голямата Украинска православна църква (Московска патриаршия) в страната, и вместо обединение на украинските православни християни, е възникнала заплахата от разкол в световното православие.
На Чешките земи и Словакия
През февруари 2019 г. Синодът на Православната църква на Чешките земи и Словакия обявява поддържането на „сдържано отношение“ към Православната църква на Украйна до постигане на общоправославен консенсус относно нейната автокефалия, а архиепископът на Прешов, митрополит на Чешките земи и Словакия Ростислав изразява подкрепа за ръководителя на Украинската православна църква (Московска патриаршия) Онуфрий (Березовски).
В Америка
Съборът на епископите на Православната църква в Америка в свое архипастирско послание от 28 януари 2019 г. обявява следното по отношение на църквата в Украйна:
| „ | - 1. Продължава да признава и подкрепя митрополит Онуфрий като каноничен глава и предстоятел на Украинската православна църква; - 2. Въздържа се, заедно с някои от нашите братски църкви, от признание на Православната църква на Украйна; - 3. Не прави промени в диптихите, отбелязвайки, че Православната църква в Америка не е получила официална молба за такива промени; | “ |

## Екуменизъм и отношения с други религии
От февруари 2019 г. Православната църква на Украйна участва във Всеукраинския съвет на църквите и религиозните организации, замествайки Украинската православна църква (Киевска патриаршия) и Украинската автокефална православна църква. Тя участва и в [[[Междурелигиозен духовен съвет на Закарпатието|Междурелигиозния духовен съвет на Закарпатието]] и Събора на епископите на Лвов.
През юни 2019 г. делегация на Православната църква на Украйна, заедно с представители на Гръцката, Александрийската, Кипърската, Грузинската, Българската, Финландската, Естонската, Коптската православна църква, както и на Украинската православна църква в Канада и Православната църква в Америка взима участие в организираната от Вселенската патриаршия]] международна среща на високо ниво за околната среда в Халки в Истанбул, където представя проект за възраждането на Киевската летописна река Почайна.

### Католицизъм
Украинска гръкокатолическа църква
Първоиерархът на Украинската гръкокатолическа църква, върховният архиепископ Киево-Галицки Святослав Шевчук лично и от името на Синода на епископите поздравява митрополит Епифаний с края на Обединителния събор, избрал го за предстоятел на Православната църква на Украйна, и с получаването на томоса за автокефалия, и присъства лично на интронизацията му в катедралата „Света София“. Митрополит Епифаний и върховният архиепископ Святослав провеждат първата си официална среща през декември 2018 г.
Според официалната позиция на Украинската гръкокатолическа църква, двете са „църкви на Владимировото кръщение, родени в купела на днепърските води“ – те имат единно литургично наследство, макар и да не се намират в пълно евхаристийно общение, но „са призвани да преодолеят заедно препятствията, които пречат на единството им.“. Върховният архиепископ Святослав официално заявява, че от името на Украинската гръкокатолическа църква „протяга ръка“ на митрополит Епифаний и всички православни братя, и предлага да започнат заедно пътя към единството.“. Според обяснението, дадено от Шевчук в интервю за украинското издание „Главком“, „протегната ръка“ означава единство в рамките на икуменизма.
През февруари-март 2019 г. избухва спор между двете църкви относно възможността за извършване на богослужения от гръкокатолици в катедралата „Света София“. На 18 февруари архиепископ Святослав обявява поклонение в катедралата, където трябва да се проведе празнична гръкокатолическа служба на Благовещение. Като цяло, Украинската гръкокатолическа църква изпраща запитване до Кабинета на министрите на Украйна да ѝ предостави правото на ежегодни служби в катедралата „Света София“ за три празника – Благовещение, Петдесетница и Рождество Богородично. На това се противопоставя почетният патриарх Филарет (Денисенко), който е подкрепен от Светия Синод на Православната църква на Украйна, и заявява, че „„в продължение на хилядолетие катедралата „Света София Киевска“ е била и остава катедралата на православните киевски първойерарси.“. На 7 март Първойерарсите на двете църкви провеждат заседание, на което Министерството на културата на Украйна обявява затварянето на катедралата за богослужения поради началото на продължителна реставрация.
Първата общност на Украинската гръкокатолическа църква, която обявява прехвърлянето си към Православната църква на Украйна през март 2019 г., е църквата „Сретение Господне“ в Лвов e (официално закрита в края на февруари 2019 г.), но Православната църква на Украйна, като взима предвид съпътстващите обстоятелства, обявява невъзможност да я приеме в състава си.
Римокатолическа църква
Главата на Конференцията на римокатолическите епископи на Украйна, епископът на епархия Одеса-Симферопол, Бронислав Бернацки, от името на римокатолическите украински епископи приветства успешният край на Обединителния събор, избирането на митрополит Епифаний за предстоятел на поместната Православна църква на Украйна и, заедно с архиепископ-митрополит на Лвов, Мечислав Мокшицки присъства на интронизацията му.

### Ислям
Мюфтията на Духовното управление на мюсюлманите в Украйна „Умма“, шейх Саид Исмагилов поздравява православните християни за създаването на поместната Православна църква на Украйна, избиране на митрополит Епифаний на поста предстоятел, получаването на томоса, и също лично присъства на събитията на Софийския площад, проведени по повод интронизацията на митрополит Епифаний.

### Юдаизъм
Юдаизъм
На 7 май 2019 г. Киевският митрополит Епифаний провежда среща с главния равин на Киев и Украйна и президент на Асоциацията на еврейските религиозни организации в Украйна, Яков Дов Блайх, по време на която те обсъждат религиозната и обществено-политическата ситуация в Украйна.
Реформистки юдаизъм
Главният равин на Религиозната асоциация на общностите на прогресивния юдаизъм в Украйна, Александър Духовни, от името на организацията също поздравява всички православни вярващи в Украйна с получаването на томоса.
Хабад
По информация на Православната църква на Украйна, през юни 2019 г. киевският митрополит Епифаний провежда първата си среща с главния равин на Киев на обединението „Хабад Любавич“, Йонатан Маркович.